# Бисфосфоглицератмутаза
Бисфосфоглицератмутаза (EC 5.4.2.4, BPGM, БФГМ) представляет собой фермент, уникальный для эритроцитов и клеток плаценты. Он отвечает за каталитический синтез 2,3-бисфосфоглицерата (2,3-БФГ) из 1,3-бисфосфоглицерата. БФГМ также имеет функции мутазы и фосфатазы, но они гораздо менее активны, в отличие от своего гликолитического родственника, фосфоглицератмутазы (ФГМ), которая поддерживает эти две функции, но также может катализировать синтез 2,3-БФГ до меньшей степени.

## Распределение в тканях
Поскольку основной функцией бисфосфоглицератмутазы является синтез 2,3-БФГ, этот фермент обнаружен только в эритроцитах и плацентарных клетках. В гликолизе преобразование 1,3-БФГ в 2,3-БФГ было бы очень неэффективным, так как это просто добавляет ещё один ненужный шаг. Поскольку основная роль 2,3-БФГ заключается в смещении равновесия гемоглобина в сторону дезокси-состояния, его продукция действительно полезна только в клетках, содержащих гемоглобин, эритроцитах и плацентарных клетках.

## Функция
1,3-БФГ образуется как промежуточный продукт гликолиза. Затем БФГМ берет это и преобразует в 2,3-БФГ, который выполняет важную функцию в переносе кислорода . 2,3-БФГ связывается с высоким сродством к гемоглобину, вызывая конформационные изменения, которые приводят к высвобождению кислорода. Затем местные ткани могут поглощать свободный кислород. Это также важно для плаценты, где кровь плода и матери находятся в такой непосредственной близости. Когда плацента вырабатывает 2,3-БФГ, большое количество кислорода высвобождается из близлежащего материнского гемоглобина, который затем может диссоциировать и связываться с фетальным гемоглобином, который имеет гораздо более низкое сродство к 2,3-БФГ.

## Структура

### Общая
БФГМ представляет собой димер, состоящий из двух идентичных белковых субъединиц, каждая из которых имеет свой активный центр. Каждая субъединица состоит из шести β-тяжей, β A-F, и десяти α-спиралей, α1-10. Димеризация происходит по граням β C и α 3 обоих мономеров. BPGM примерно на 50 % идентичен своему аналогу PGM, при этом основные остатки активного центра сохраняются почти во всех PGM и BPGM.

### Важные аминокислоты
- His11: нуклеофил реакции превращения 1,2-БФГ в 1,3-БФГ. Вращается вперед и назад с помощью His-188, чтобы занять линейное положение, чтобы атаковать 1'-фосфатную группу.
- His188: участвует в общей стабильности белка[4], а также в образовании водородных связей с субстратом, как His-11, который он втягивает в каталитическую позицию.
- Arg90: хотя этот положительно заряженный остаток не участвует непосредственно в связывании, он необходим для общей стабильности белка. Может быть заменен лизином с небольшим влиянием на катализ[4].
- Cys23: мало влияет на общую структуру, но сильно влияет на реакционную способность фермента[5].

## Механизм катализа
1,3-БФГ связывается с активным центром, что вызывает конформационные изменения, при которых щель вокруг активного сайта закрывается на субстрате, надежно фиксируя его на месте. 1,3-БФГ образует большое количество водородных связей с окружающими остатками, многие из которых заряжены положительно, что сильно ограничивает его подвижность. Его жесткость предполагает очень энтальпийно обусловленную ассоциацию. Конформационные изменения заставляют His11 вращаться, чему частично способствует водородная связь с His188 . His11 приводится в соответствие с фосфатной группой, а затем проходит через механизм SN2, в котором His11 является нуклеофилом, атакующим фосфатную группу. Затем 2'-гидроксильная группа атакует фосфат и удаляет его из His11, тем самым создавая 2,3-БФГ.

## Использованная литература
1. ↑  PDB 1T8P; Wang Y, Wei Z, Bian Q, Cheng Z, Wan M, Liu L, Gong W (September 2004). Crystal structure of human bisphosphoglycerate mutase. J. Biol. Chem. 279 (37): 39132–8. doi:10.1074/jbc.M405982200. PMID 15258155.
2. ↑  Novel placental expression of 2,3-bisphosphoglycerate mutase. Placenta. 27 (8): 924–7. August 2006. doi:10.1016/j.placenta.2005.08.010. PMID 16246416.
3. 1 2  Novel placental expression of 2,3-bisphosphoglycerate mutase. Placenta. 27 (8): 924–7. August 2006. doi:10.1016/j.placenta.2005.08.010. PMID 16246416.Pritlove DC, Gu M, Boyd CA, Randeva HS, Vatish M (August 2006).
4. 1 2 3  Amino acid residues involved in the catalytic site of human erythrocyte bisphosphoglycerate mutase. Functional consequences of substitutions of His10, His187 and Arg89. Eur. J. Biochem. 213 (1): 493–500. April 1993. doi:10.1111/j.1432-1033.1993.tb17786.x. PMID 8477721.
5. ↑  Critical role of human bisphosphoglycerate mutase Cys22 in the phosphatase activator-binding site. J. Biol. Chem. 272 (22): 14045–50. May 1997. doi:10.1074/jbc.272.22.14045. PMID 9162026.{{cite journal}}:  Википедия:Обслуживание CS1 (не помеченный открытым DOI) (ссылка)

## Дальнейшее чтение
- Fujita T; et al. (1998-12-01). Human erythrocyte bisphosphoglycerate mutase: inactivation by glycation in vivo and in vitro. J Biochem. 124 (6): 1237–44. doi:10.1093/oxfordjournals.jbchem.a022243. PMID 9832630.